# Дональд Форд
До́нальд Форд (англ. Donald Ford, нар. 25 жовтня 1944, Лінлітгоу) — шотландський футболіст, нападник.
Насамперед відомий виступами за клуб «Хартс», а також національну збірну Шотландії.

## Клубна кар'єра
У дорослому футболі дебютував 1964 року виступами за команду клубу «Хартс», в якій провів дванадцять сезонів, взявши участь у 254 матчах чемпіонату.  Більшість часу, проведеного у складі «Хартс», був основним гравцем атакувальної ланки команди. У складі «Хартс» був одним з головних бомбардирів команди, маючи середню результативність на рівні 0,37 голу за гру першості.
Завершив професійну ігрову кар'єру у клубі «Фолкерк», за команду якого виступав протягом 1976—1977 років.

## Виступи за збірну
У 1973 році дебютував в офіційних матчах у складі національної збірної Шотландії. Протягом кар'єри у національній команді, яка тривала усього 2 роки, провів у формі головної команди країни 3 матчі.
У складі збірної був учасником чемпіонату світу 1974 року у ФРН.